# Espaço educativo
O espaço educativo é aquele pensado para promover o aprendizado através da interação do educando com o espaço físico. Para que um espaço escolar seja considerado educativo, de acordo com o Ministério da Educação (MEC), é necessário que o projeto arquitetônico seja adequado à proposta pedagógica. Sendo assim, as instalações físicas devem ser adequadas às atividades escolares.
O espaço educativo não se limita às salas de aula e ambientes construídos. A interação das pessoas com o espaço é fundamental para que elas cumpram os seus objetivos e sejam efectivamente educativos.